# Station Kraków Dłubnia
Station Kraków Dłubnia is een spoorwegstation in de Poolse plaats Krakau.